# Cathédrale Saint-François-Xavier de Nassau
Cette  cathédrale ne doit pas être confondue avec une autre cathédrale des Bahamas.
 D’autres cathédrales portent le nom de cathédrale Saint-François-Xavier.
La cathédrale Saint-François-Xavier est une cathédrale catholique située à Nassau aux Bahamas, siège de l'archidiocèse de Nassau. Elle fut la première église catholique aux Bahamas à son inauguration en 1886.

## Légende
Les antipapistes protestants, furieux à l'idée de voir se construire une église catholique en terre protestante, firent leur possible pour empêcher sa construction. Ils y virent même la « Main de Dieu » dans les tourments que subit l'église, notamment le jour de son inauguration où la foudre s'abattit sur le parvis, tuant un ouvrier. Les catholiques virent une réparation divine à cela lorsque le pasteur Robert Dunlop de l'église presbytérienne Saint-André (en) mourut d'une crise cardiaque, lui qui avait vendu le terrain aux catholiques.